# بريتوتي

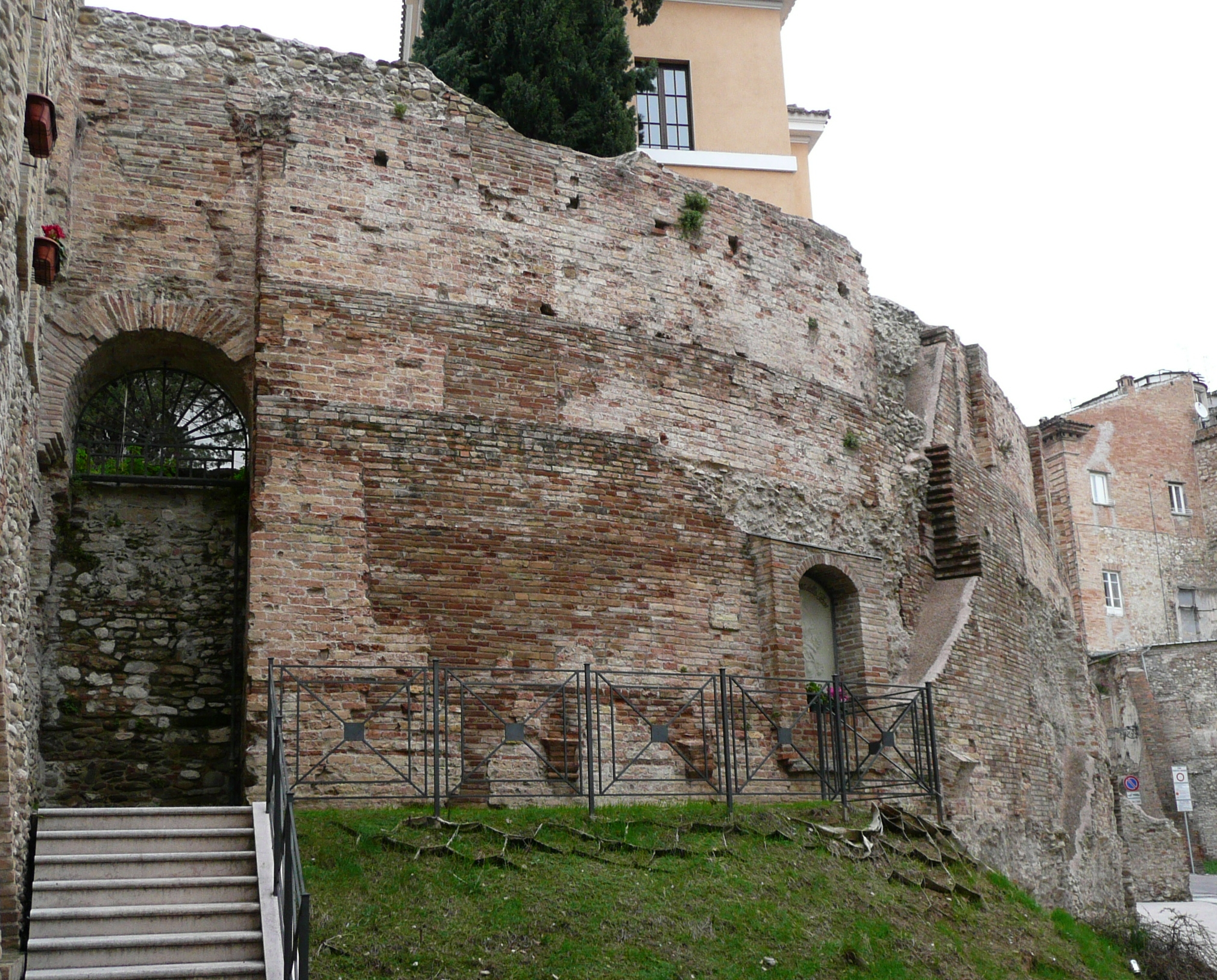

قبيلة بريتوتي (باللاتينية: Praetutii) أو(باليونانية:Πραιτούττιοι) من القبائل القديمة التي سكنت وسط إيطاليا. يعتقد أن هذه القبيلة قد عاشت حول أنترامنيا (أو انترامنا)، والتي أصبحت تيرامو الحديثة، وأعطت اسمها لإقليم أبروتسو الحالي. إلا أن الكتابات القديمة تخلط بشكل كبير عندما يتعلق الأمر بتحديد الموقع الدقيق للقبيلة وحول التفاصيل الأخرى.